# Z (romanzo)
Z è un romanzo dello scrittore greco Vasilīs Vasilikos, talvolta pubblicato con il sottotitolo L'orgia del potere. Apparso originariamente in Grecia nel 1966, è ispirato all'assassinio del deputato Grigoris Lambrakis avvenuto a Salonicco nel 1963, quando il governo di destra lascia posto a una democrazia di tipo autoritario, e qualche anno prima del colpo di stato dei Colonnelli, il 21 aprile 1967.
La notorietà internazionale del romanzo è anche dovuta alla fortuna del film Z - L'orgia del potere (1969) del regista Costa-Gavras.

## L'antefatto storico della vicenda
Tra il 1952 e il 1963 la Grecia è un regime formalmente parlamentare e teoricamente democratico, ma l'opposizione è repressa in maniera sistematica dal partito di governo, l'ERE (Unione radicale nazionale) del maresciallo Alexandros Papagos e poi di Kōnstantinos Karamanlīs, che ha la maggioranza assoluta nel parlamento. Questa democrazia autoritaria agisce in nome di un viscerale anticomunismo, e fonda la repressione su una legislazione approvata non solo durante la precedente dittatura di Ioannis Metaxas, ma addirittura sotto il periodo dell'occupazione nazista e della successiva guerra civile.
Cardini di questa legislazione sono l'interdizione del Partito Comunista di Grecia, gli istituti della detenzione amministrativa anche per ragioni politiche, la subordinazione di un contratto di lavoro al possesso di un “certificato di lealtà nazionale”, lo stretto controllo dello Stato sulla confederazione sindacale.
Organi della repressione statale sono, oltre a Polizia, Gendarmeria e Forze armate, anche una pluralità di servizi d'intelligence di diversa obbedienza, su alcuni dei quali esercita influenza anche l'ambasciata degli Stati Uniti: un vero e proprio «Stato parallelo» basato su una notevole componente di terrore, la cui costruzione è inversamente proporzionale al successo elettorale dei partiti di destra.
Alle elezioni parlamentari del 1961 il partito EDA (Sinistra democratica unita) scende dal 25% dei consensi al 14%, ma i centristi raggruppati nell'Unione di centro di Geōrgios Papandreou salgono al 33%: significa che malgrado repressione e intimidazioni l'ERE ha raggiunto poco più della metà dei voti. Di conseguenza agli inizi degli anni sessanta la Grecia vede un notevole sviluppo dello «Stato parallelo», e in questo quadro si situa l'assassinio di Grigoris Lambrakis il 22 maggio 1963.

## Trama
Il 22 maggio 1963 il Generale, nuovo comandante della gendarmeria nel nord della Grecia, interviene a un convegno di Agricoltura al quale è presente il Segretario di Stato. Davanti al pubblico, parla della peronospora utilizzandola come metafora del comunismo che minaccia lo Stato.
Un membro delle squadre della morte di un'organizzazione di estrema destra, un autista che lavora ai mercati generali di nome Yangos, viene contattato da un funzionario di polizia conosciuto con il nome di Ittiosauro, che gli promette di rimborsare il debito contratto per un automezzo se lui accetterà di provocare un “incidente di circolazione” per togliere di mezzo per qualche tempo un deputato comunista la cui attività dà fastidio al governo. Però Yangos si lascia scappare a denti stretti con un collega, Kostas, che la sera stessa farà la più grande follia della propria vita, che finirà con la morte di Z., deputato di opposizione.
Kostas, ex militante comunista ritiratosi dalla politica, racconta la cosa a Soula, una sua conoscente e moglie di un attivista del partito di sinistra EDA, ma vuole rimanere anonimo. All'ultimo momento, il mattino stesso del meeting pacifista, il proprietario del locale dove Z. dovrà parlare in pubblico disdetta la sala e restituisce l'anticipo ricevuto. Gli organizzatori, gli avvocati Matsas e Spathopoulos, si trovano in difficoltà a reperire un'altra sala. Z. arriva in aeroporto, si recano tutti insieme dal Direttore della polizia che si finge impotente. L'unico locale disponibile è una sala di proprietà dei sindacati democratici, situata di fronte all'albergo dove prende alloggio il deputato.
La sera, la piazza è presidiata dalla polizia e invasa da una quantità di dimostranti anti-pace che mette paura. Tra di loro si mescolano anche poliziotti in borghese. Z., che osserva dall'albergo, non li teme; ma quando attraversa la piazza seguito dagli organizzatori dell'evento viene assalito da tre giovani che lo colpiscono alla testa provocandogli il sanguinamento di un orecchio. Quasi contemporaneamente viene aggredito anche un altro deputato dell'EDA giunto appositamente da Atene in treno, Pirouchas; caricato su un'ambulanza, viene fermato da un gruppo di picchiatori al comando di Varonaros, che lo trascinano giù dall'autoveicolo e lo manganellano con forza, solo l'intervento dei passanti permette di farlo arrivare in ospedale.
Z. riesce a tenere il suo comizio nella sala chiusa, parla in favore della Pace, un concetto che sgomenta i sottoproletari poveri ingaggiati come massa di manovra dalla polizia, giù in strada. Il deputato si rende conto di non avere paura, anche se potrebbe essere l'ultimo giorno della sua vita: sa che i provocatori hanno già mandato all'ospedale il collega Pirouchas e che l'avvocato Strathopoulos, fra gli organizzatori del meeting, è stato quasi sequestrato e ha dovuto essere scortato nella sala del comizio da poliziotti riluttanti.
Yangos arriva puntuale all'appuntamento datogli dall'Ittiosauro con il suo furgoncino a tre ruote, sul cassonetto del retro c'è Vangos. Si ferma protetto agli sguardi da uno schieramento di agenti di polizia. Il Direttore di polizia non riesce a trattenere i contromanifestanti che lui stesso ha organizzato, fa requisire tutti gli autobus di linea per evacuare i partecipanti alla riunione. Nel frattempo il meeting finisce e Z. esce in strada, impavido, per chiedere alle autorità di garantire l'incolumità degli attivisti. Improvvisamente il furgoncino di Yangos irrompe nella piazza, quando passa vicino al deputato Vangos lo colpisce alla testa con una spranga di ferro e si allontana. Un attivista di nome Hatzis salta a bordo, getta fuori Vangos e ha una colluttazione con l'autista in una delle vie intorno alla piazza.
Scatta immediatamente il tentativo di depistaggio per attribuire all'EDA le responsabilità degli scontri. Ormai non è possibile nascondere che è stato Yangos a investire il deputato, ma si tenta di farlo passare per l'incidente stradale provocato da un ubriaco.
Intanto Z. muore all'ospedale. Un treno blindato scende da Salonicco a Atene per portare il corpo, il Governo ordina che non faccia soste perché teme disordini, persino lo scoppio di una rivoluzione. Tutto si svolge invece in modo molto ordinato, gli avvocati dell'EDA ottengono persino dalla Chiesa di celebrare la cerimonia funebre nella cattedrale metropolitana.
A Salonicco intanto il falegname Nikitas testimonia al procuratore che già prima dell'incidente, Yangos gli aveva detto che avrebbe ucciso il deputato; da quel momento viene pedinato in strada e mandato all'ospedale con una manganellata, ma lui non ritira la deposizione. Il magistrato che indaga intanto fa cadere in contraddizione Vangos, che dopo avere concordato con il cugino Yangos una versione di comodo, confessa di appartenere a un'organizzazione di estrema destra anticomunista.
Un giornalista di Atene, Antoniou, gira per Salonicco fotografando di nascosto tutti gli aderenti all'organizzazione, poi stampa le immagini e le mostra a Pirouchas ancora ricoverato in ospedale. Il deputato riconosce tra i suoi aggressori Varonaros, che viene arrestato. Il procuratore risale poco per volta fino all'Ittiosauro, che viene anche lui incarcerato; ma il magistrato è così inflessibile e ligio al dovere che poco per volta i suoi amici, la sua stessa classe sociale gli fanno il vuoto intorno. Però ormai l'indagine è una valanga, viene travolto anche il Mastodonte, funzionario di polizia superiore all'Ittiosauro; persino il generale della gendarmeria perde l'appoggio dei superiori, che accettano le sue dimissioni. Il governo delle destre cade e sale al potere un nuovo esecutivo di centro.
Nikitas e Hatzis lasciano Salonicco per Atene, qui incontrano il Direttore silurato, che propone loro di ritrattare tutto in cambio di due milioni di dracme. Accettano, ma poi lo denunciano spinti da scrupoli di coscienza. Un colpo di stato organizzato dal re esautora il governo, ritornano le destre e il clima si fa difficile. Il giudice istruttore viene gratificato con una borsa di studio molto opportuna e parte per Parigi. L'inchiesta si insabbia.

## L'indagine sull'omicidio Lambrakis
Ex sportivo di alto livello (detentore del record nazionale di salto in lungo tra il 1936 e il 1959), Grigoris Lambrakis (1912-1963) è un ginecologo, direttore di una clinica sociale e professore all'Università di Atene; eletto deputato nel 1961 nelle liste dell'EDA nella circoscrizione del Pireo, è conosciuto anche all'estero grazie alla Marcia della pace del 21 aprile 1963, tra Maratona e Atene.
Grigoris Lambrakis viene colpito alla testa da due uomini che gli si avvicinano su un piccolo veicolo commerciale, il 22 maggio 1963, all'uscita da un incontro del Movimento per la pace indetto a Salonicco. Muore il 27 maggio dopo cinque giorni di coma. Le indagini sull'assassinio si sviluppano soltanto dopo il crollo elettorale dell'ERE nel 1963, quando al governo ci sono i partiti di centro di Papandreou, e rivelano che i mandanti sono figure di spicco dell'estrema destra appartenenti alla polizia e alla gendarmeria. Papandreou si dimette nel luglio 1965, sostituito da un governo di coalizione di centro-sinistra. La colpevolezza di esecutori e mandanti dell'assassinio è riconosciuta, malgrado le pene comminate siano moderate.
Dopo il colpo di stato del 21 aprile 1967, che porta alla dittatura dei Colonnelli, tutti i colpevoli sono amnistiati.

## Edizioni
- Vasilīs Vasilikos, Z, Bietti, 2003,  p. 410, ISBN 978-8882481476.

- Vasilīs Vasilikos, Z - L'orgia del potere, Feltrinelli, 2006,  p. 376, ISBN 978-8807888267.